# متحف تشارتوريسكي
متحف تشارتوريسكي هو متحف تاريخي يقع في كراكوف،بولندا ويعد واحد من أقدم متاحف البلاد،تم افتتاح المتحف رسمياً في 1878.